# عبدالعزیز سلیمانی
عبدالعزیز سلیمانی (انگلیسی: Abdelaziz Souleimani؛ زادهٔ ۳۰ آوریل ۱۹۵۸) بازیکن سابق فوتبال اهل مراکش است. 
وی از سال ۱۹۸۵ تا ۱۹۸۶ در تیم ملی فوتبال مراکش بازی انجام داده است و عضو این تیم در جام جهانی فوتبال ۱۹۸۶ بوده است.